# Felip Pitxot i Colomer
Felip Pitxot i Colomer (Vic, Osona, 1878 - Vic, Osona, 1969) fou un teòleg i sacerdot. Va ser degà del capítol de canonges de la Catedral de Vic (1962).
Va estudiar la carrera eclesiàstica als seminaris de Vic i Tarragona, on va obtenir el grau de llicenciat en teologia (1902). Un any abans de la llicenciatura es va ordenar sacerdot i el 1903 va entrar de professor al Seminari de Vic. Amb el clàssic manual Arts dicendi del Pare De Colonia, va ensenyar durant vint-i-tres anys (1903-1923). A més, va tenir assignatures de filosofia i de teologia lligades a les seves càtedres de metafísica i història de la filosofia (1922) i de teologia dogmàtica (1931) com ara geografia (1914-1922), metafísica general (1926-1928), metafísica especial (amb escrit de Balmes per llibre de text, 1926-1931), De Ecclesia et de Locis Theologicis (1931-1933), ètica i teodicea (1940-1943), patrologia, Eloquentia Sacra et explanatio Encyclicarum (1940-1943). En 1942 va ser nomenat canonge magistral de la catedral de Vic, passant per les dignitats de mestrescola (1951) i arxipreste (1961). Va tenir una presència ciutadana destacada a través dels nombrosos articles en la premsa local i de diverses publicacions monogràfiques. Un exemple dels seus treballs és el llibre Biografia del Dr. Juan Collell Cuatrecasas (Anglada, Vic 1941), on s'enalteix la figura d’aquest fundador vigatà; o bé José Soldevila Griera, un obrero mártir (Ausetana, Vic 1941). Un altre és el publicat en 1943 per la impremta Balmesiana de Vic, l'Ilmo. Dr. D. Luciano Casadevall Duran. Notas biográficas, panegíric que el Dr. Pitxot va fer en la reposició del quadre del bisbe Casadevall en la galeria dels vigatans il·lustres en la festa commemorativa de la mort de Balmes del 9 de juliol de 1943 (Tipografia Balmesiana, Vic 1943). Deu anys més tard publicà Alma de encumbrada perfección. Biografía de la hermana Clara Ortiz, dominica de la Anunciata (Tipografia Balmesiana, Vic 1953). Aquell mateix any va escriure Memoria histórico-jurídica de la mínima Congregación de Religiosas Siervas del Sagrado Corazón de Jesús y breve biografía de la madre Pia Criach Genestós, cofundadora (ed. Anglada, Vic 1953).

## Publicacions
- «Biografia del Dr. Juan Collell Cuatrecasas». Anglada. Vic 1941
- «José Soldevila Griera, un obrero mártir». Ausetana, Vic 1941
- «Ilmo. Dr. D. Luciano Casadevall Duran. Notas biográficas» Balmesiana, Vic 1943
- «Alma de encumbrada perfección. Biografía de la hermana Clara Ortiz, dominica de la Anunciata» Tipografia Balmesiana, Vic 1953
- «Memoria histórico-jurídica de la mínima Congregación de Religiosas Siervas del Sagrado Corazón de Jesús y breve biografía de la madre Pia Criach Genestós, cofundadora» ed. Anglada, Vic 1953